# Holmsland
Holmsland é um município da Dinamarca, localizado na região ocidental, no condado de Ringkobing.
O município tem uma área de 95 km² e uma  população de 5 285 habitantes, segundo o censo de 2005.